# Campeonato Mundial de Esqui Estilo Livre de 2013 - Slopestyle masculino
A prova do slopestyle masculino do Campeonato Mundial de Esqui Estilo Livre de 2013 foi disputada entre os dias 8 e 9 de março em Voss na Noruega. Participaram 63 atletas de 23 nacionalidades.

## Medalhistas
| Ouro               | Prata             | Bronze             |
| Tom Wallisch (USA) | James Woods (GBR) | Nick Goepper (USA) |

## Resultados

### Qualificação
63 atletas participaram do processo qualificatório. Os 12 melhores avançaram para a final.
| Pos. | Bib | Esquiador                 | Nacionalidade  | Corrida 1 | Corrida 2 | Melhor | Notas |
| ---- | --- | ------------------------- | -------------- | --------- | --------- | ------ | ----- |
| 1    | 11  | Nick Goepper              | Estados Unidos | 94.2      | 87.4      | 94.2   | Q     |
| 2    | 1   | James Woods               | Grã-Bretanha   | 85.6      | 92.0      | 92.0   | Q     |
| 3    | 10  | Oscar Wester              | Suécia         | 83.0      | 87.6      | 87.6   | Q     |
| 4    | 74  | Andreas Håtveit           | Noruega        | 79.2      | 87.4      | 87.4   | Q     |
| 5    | 17  | Gus Kenworthy             | Estados Unidos | 54.6      | 86.4      | 86.4   | Q     |
| 6    | 14  | Alex Schlopy              | Estados Unidos | 77.6      | 85.8      | 85.8   | Q     |
| 7    | 75  | Per Kristian Hunder       | Noruega        | 85.6      | 30.0      | 85.6   | Q     |
| 8    | 3   | Tom Wallisch              | Estados Unidos | 84.2      | 81.0      | 84.2   | Q     |
| 9    | 70  | JF Houle                  | Canadá         | 63.8      | 81.2      | 81.2   | Q     |
| 10   | 8   | Christian Bieri           | Suíça          | 79.4      | 67.8      | 79.4   |       |
| 11   | 20  | Antoine Aselisse          | França         | 75.0      | 79.2      | 79.2   | Q     |
| 12   | 19  | Sami Sakkinen             | Finlândia      | 71.2      | 78.4      | 78.4   |       |
| 13   | 5   | Russ Henshaw              | Austrália      | 78.2      | 7.8       | 78.2   |       |
| 14   | 13  | Jules Bonnaire            | França         | 75.4      | 30.6      | 75.4   | Q     |
| 15   | 24  | Beau-James Wells          | Nova Zelândia  | 64.2      | 74.4      | 74.4   | Q     |
| 16   | 72  | Johan Berg                | Noruega        | 73.8      | 74.2      | 74.2   |       |
| 17   | 45  | Aleksi Patja              | Finlândia      | 72.8      | 73.2      | 73.2   |       |
| 18   | 50  | Boen Ferguson             | Austrália      | 70.4      | 72.2      | 72.2   |       |
| 19   | 73  | Aleksander Aurdal         | Noruega        | 15.8      | 71.6      | 71.6   |       |
| 20   | 4   | Jonas Hunziker            | Suíça          | 66.4      | 70.6      | 70.6   |       |
| 21   | 29  | Matthew Walker            | Estados Unidos | 69.4      | 28.0      | 69.4   |       |
| 22   | 53  | Robin Holub               | Chéquia        | 55.6      | 67.0      | 67.0   |       |
| 23   | 9   | Laurent De Martin         | Suíça          | 58.2      | 66.0      | 66.0   |       |
| 24   | 61  | Edvards Lansmanis         | Letônia        | 30.8      | 62.6      | 62.6   |       |
| 25   | 22  | Benedikt Mayr             | Alemanha       | 62.4      | 17.0      | 62.4   |       |
| 26   | 56  | Szczepan Karpiel          | Polónia        | 59.0      | 61.8      | 61.8   |       |
| 27   | 28  | Victor Bérard             | França         | 61.0      | 48.0      | 61.0   |       |
| 28   | 42  | Andrey Poluyakhtov        | Rússia         | 22.0      | 58.4      | 58.4   |       |
| 29   | 40  | Otso Raisanen             | Finlândia      | 58.0      | 27.0      | 58.0   |       |
| 30   | 33  | Luca Tribondeau           | Áustria        | 10.0      | 56.6      | 56.6   |       |
| 31   | 62  | Jordan Houghton           | Austrália      | 13.2      | 54.6      | 54.6   |       |
| 32   | 27  | Hamish McDougall          | Nova Zelândia  | 54.4      | 34.6      | 54.4   |       |
| 33   | 47  | Anttu Oikkonen            | Finlândia      | 53.4      | 10.2      | 53.4   |       |
| 34   | 69  | Rasmus Dalberg Joergensen | Dinamarca      | 52.8      | 21.8      | 52.8   |       |
| 35   | 71  | Bartlomiej Sibiga         | Polónia        | 50.0      | 52.6      | 52.6   |       |
| 36   | 68  | Florian Geyer             | Alemanha       | 20.8      | 52.4      | 52.4   |       |
| 37   | 16  | Yu Yoneya                 | Japão          | 51.2      | 24.2      | 51.2   |       |
| 38   | 25  | Joey Van Der Meer         | Países Baixos  | 51.0      | 47.6      | 51.0   |       |
| 39   | 55  | Bine Zalohar              | Eslovênia      | 50.8      | 23.8      | 50.8   |       |
| 40   | 51  | Thomas Waddell            | Austrália      | 18.0      | 48.8      | 48.8   |       |
| 41   | 52  | Danil Kalachev            | Rússia         | 46.2      | 23.8      | 46.2   |       |
| 42   | 12  | Soushi Utagawa            | Japão          | 44.0      | 38.8      | 44.0   |       |
| 43   | 15  | Elias Ambühl              | Suíça          | 44.0      | 29.8      | 44.0   |       |
| 44   | 60  | Robin Gillon              | Países Baixos  | 11.8      | 43.0      | 43.0   |       |
| 45   | 65  | Hans-Jakob Brandt Olsen   | Dinamarca      | 22.0      | 42.6      | 42.6   |       |
| 46   | 41  | Zhachary Pham             | Grã-Bretanha   | 21.8      | 42.4      | 42.4   |       |
| 47   | 39  | Paddy Graham              | Grã-Bretanha   | 42.4      | 12.0      | 42.4   |       |
| 48   | 64  | Viliam Tomo               | Eslováquia     | 21.2      | 41.4      | 41.4   |       |
| 49   | 46  | Matic Lovko               | Eslovênia      | 35.0      | 37.2      | 37.2   |       |
| 50   | 21  | Marek Skala               | Chéquia        | 26.4      | 34.6      | 34.6   |       |
| 51   | 38  | Lucas Vianna              | Brasil         | 4.8       | 34.2      | 34.2   |       |
| 52   | 2   | Alex Beaulieu-Marchand    | Canadá         | 20.0      | 32.8      | 32.8   |       |
| 53   | 6   | Henrik Harlaut            | Suécia         | 30.6      | DNS       | 30.6   |       |
| 54   | 35  | Jesper Tjäder             | Suécia         | 28.8      | 26.0      | 28.8   |       |
| 55   | 79  | Niklas Eriksson           | Suécia         | 27.4      | 25.6      | 27.4   |       |
| 56   | 78  | Pavel Korpachev           | Rússia         | 24.4      | 8.8       | 24.4   |       |
| 57   | 57  | Tyler Harding             | Grã-Bretanha   | 9.0       | 21.8      | 21.8   |       |
| 58   | 31  | Josiah Wells              | Nova Zelândia  | 18.8      | 21.6      | 21.6   |       |
| 59   | 67  | Goo Won-Seok              | Coreia do Sul  | 20.8      | 15.8      | 20.8   |       |
| 60   | 23  | Nick Rapley               | Nova Zelândia  | 14.4      | DNS       | 14.4   |       |
| 61   | 77  | Evgeni Vetoshkin          | Rússia         | DNS       | DNS       | DNS    |       |
| 61   | 59  | Sebastian Geiger          | Alemanha       | DNS       | DNS       | DNS    |       |
| 61   | 36  | Dennis Ranalter           | Áustria        | DNS       | DNS       | DNS    |       |

### Final
Os 12 atletas disputaram no dia 9 de março a final da prova.
| Pos.              | Bib | Esquiador           | Nacionalidade  | Corrida 1 | Corrida 2 | Melhor |
| ----------------- | --- | ------------------- | -------------- | --------- | --------- | ------ |
| Medalha de ouro   | 3   | Tom Wallisch        | Estados Unidos | 91.0      | 94.8      | 94.8   |
| Medalha de prata  | 1   | James Woods         | Grã-Bretanha   | 87.8      | 91.2      | 91.2   |
| Medalha de bronze | 11  | Nick Goepper        | Estados Unidos | 24.4      | 89.2      | 89.2   |
| 4                 | 74  | Andreas Håtveit     | Noruega        | 76.8      | 88.2      | 88.2   |
| 5                 | 20  | Antoine Aselisse    | França         | 63.0      | 18.8      | 63.0   |
| 6                 | 17  | Gus Kenworthy       | Estados Unidos | 28.8      | 61.6      | 61.6   |
| 7                 | 10  | Oscar Wester        | Suécia         | 58.6      | 29.2      | 58.6   |
| 8                 | 24  | Beau-James Wells    | Nova Zelândia  | 53.4      | 50.8      | 53.4   |
| 9                 | 75  | Per Kristian Hunder | Noruega        | 10.0      | 38.4      | 38.4   |
| 10                | 14  | Alex Schlopy        | Estados Unidos | 37.4      | 14.6      | 37.4   |
| 11                | 70  | JF Houle            | Canadá         | 26.2      | 21.8      | 26.2   |
| 12                | 13  | Jules Bonnaire      | França         | 19.6      | 17.6      | 19.6   |

Legenda
| Recorde mundial       | Recorde mundial (World record)               |                       | Recorde africano                      | Recorde africano (African) |                                           | Q | Classificado por posição (Qualified) |
| Recorde do campeonato | Recorde do campeonato (Championship record)  | Recorde da América    | Recorde da América (Americas)         | q                          | Classificado por melhor tempo (Qualified) |   |                                      |
| Melhor marca do ano   | Melhor marca do ano (World leading)          | Recorde asiático      | Recorde asiático (Asian)              | DNS                        | Não largou (Did not start)                |   |                                      |
| Recorde nacional      | Recorde nacional (National record)           | Recorde europeu       | Recorde europeu (European)            | DNF                        | Não terminou (Did not finish)             |   |                                      |
| Recorde pessoal       | Recorde pessoal do atleta (Personal best)    | Recorde da Oceania    | Recorde da Oceania (Oceania)          | DSQ / DQ                   | Desclassificado (Disqualified)            |   |                                      |
| Recorde da temporada  | Recorde da temporada do atleta (Season best) | Recorde sul-americano | Recorde sul-americano (South America) | NM                         | Sem marca (No mark)                       |   |                                      |